# Шелбивил (Симпсонови)
Шелбивил је измишљени град у цртаној ТВ серији Симпсонови који се налази близу града Спрингфилд. Постоји велико ривалство између ова два града.